# アウルトニ・マグヌッソン写本コレクション
アウルトニ・マグヌッソン写本コレクション（デンマーク語: Den Arnamagnæanske Håndskriftsamling, アイスランド語: Handritasafn Árna Magnússonar）とは、アイスランドの学者・古物収集家アウルトニ・マグヌッソン（1663年 - 1730年、ラテン語名 Arnas Magnæus）が蒐集した写本群のことである。アルナマグネアン写本コレクション、アルナマグネア写本コレクション、アルナマグネア・コレクションなどとも。
アウルトニは、王立文書館の書記官およびコペンハーゲン大学での古代デンマークの遺物に関する教授職としての職務に加え、その生涯の多くを写本の蒐集に費やした。これらの写本の大部分は、アウルトニの生地であるアイスランドで蒐集されたものだが、またノルウェー、スウェーデン、デンマークの重要な写本も多く集められており、さらにはそれ以外の地域、特にヨーロッパ大陸からの写本も、数多く含まれている。
アウルトニ・マグヌッソン写本コレクションに含まれるコデックスの書誌情報は、通例「AM＋（通番）＋（判型）」という形で表される（例: AM 242 fol, AM 748 I 4to）。

## 歴史
アウルトニは1730年に亡くなるとき、自身のコレクションをコペンハーゲン大学に遺贈することを希望し、彼の死後まもなくコレクションは大学図書館の所蔵となった。アウルトニの遺産収入を基金とし、コレクションの研究・出版を目的とする遺贈財団(デンマーク語: Det Arnamagnæanske Legat, ラテン語: Legati Arnæ-Magnæani)が1760年に設立されたが、実際の運営は1772年のいわゆる「アーナマグネアンスケ委員会」（デンマーク語: Den Arnamagnæanske Kommission）を待つこととなる。コレクションは、その後も長い時間をかけて、一冊一冊の購入や寄贈、数多くの他の比較的小規模なコレクションの追加によって拡張されていった。後者の例として、デンマークの文法家ラスムス・ラスクのコレクションが挙げられ、その物品の総数は約3000品目にのぼる。
1956年には、コレクションに含まれる写本群の保全とさらなる研究を行うために、アーナマグネア研究所（デンマーク語: Det Arnamagnæanske Institut, 現在の Den Arnamagnæanske Samling）が設立された。
20世紀後半に、コレクションの約半分がデンマークからアイスランドへと返還された。詳細は後続の節を参照のこと。
2009年には、その歴史的価値が認められ、「Arnamagnæan Manuscript Collection（アウルトニ・マグヌッソン写本コレクション）」としてユネスコの世界の記憶に登録された。

## 返還運動
アイスランドは、1944年のデンマークからの憲法上の分離以前からすでに、これら写本群の返還を求め始めていた。激しい議論ののち、デンマーク議会は1965年5月に、アウルトニ・マグヌッソン写本コレクションに含まれる文書群のうち「アイスランドの文化財」（デンマーク語: islandsk kultureje）――大まかに言って、アイスランド人によって編纂または翻訳され、その内容の全てあるいは大部分がアイスランドに関連しているもの、と定義される――とみなされうるものは、アイスランド大学の付属機関として新設されたアイスランド写本研究所（現在のアウルトニ・マグヌッソン研究所、アイスランド語: Stofnun Árna Magnússonar）に返還すると決議した。その決議はさらに、デンマーク側がその所有権を放棄する写本と同じカテゴリーに属している写本の、デンマーク王立図書館（デンマーク語: Det kongelige Bibliotek）からの返還についても規定しており、王立図書館に在った（そして当該条約の条項下では返還対象となる「アイスランドの文化財」とみなされなかったであろう）2冊の写本、「王の写本」と「フラート島本」の、アイスランドへの返還に関する特別条項も含んでいた。
まず、これら「王の写本」と「フラート島本」の2冊が、1971年の条約批准後ただちに開かれた式典の中で、アイスランド側に引き渡された。1973年6月に最初の写本群がコペンハーゲンからレイキャビクへ向けて送り出され、残りは1997年6月までに順次引き渡された。
総計で1666冊にのぼる写本と、アイスランドの認状や副本のすべては、アイスランドに返還され、その総数は、王立図書館から移譲された141冊も加え、アウルトニ・マグヌッソン写本コレクションの半分よりやや多いほどとなっている。コペンハーゲンに残った写本の約半分はアイスランド語で書かれているが、その主な関心事は直接アイスランドに関係するものではない。たとえばノルウェーやデンマークの王の歴史、宗教文書、ラテン語や他の言語からの翻訳などである。

## コレクションの主な内容
- AM 738 4to（縦長のエッダ）
- AM 748 I 4to（アルナマグネアン写本）
- メズルヴェドリル本 (AM 132 fol)
- ヴォルム写本 (AM 242 fol)
- ハウクスボーク (AM 371 4to, AM 544 4to, AM 675 4to)